# Дарод

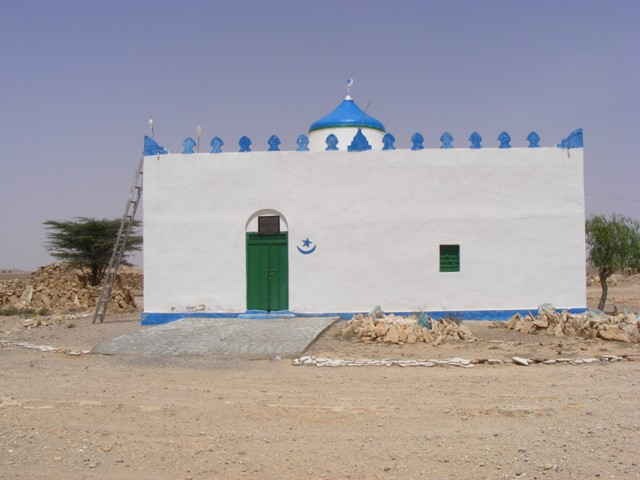
Могила шейха Даруда в Хайлаане, Сомалиленд.

Дарод (сомал. Daarood, араб. دارود‎) — один из сомалийских кланов.
Сомалийцы исторически разделены на клановые семьи (или племена, союзы): дир, хавийя, исаак (вместе известные как самаале/самале — ведут свой род от патриарха Самале, а дарод связан с ними по материнской линии), дарод и раханвейн. Дарод происходит от кочевников-скотоводов (ачи), что имеет высокий статус («благородные»). Как хавийе и исаак, клан дарод трансграничный, члены клана проживают в Сомали, Эфиопии, Кении, Джибути. Клановые союзы подразделяются на кланы, которые в свою очередь на подкланы, и т. д. Дарод наиболее крупный клан, его основные подкланы — марехан, огаден, долбаханте, маджертин.
Известный представитель клана Дарод — Сиад Барре правил страной более 20 лет, его политика, несмотря на успехи в сферах образования и просвещения, борьбы с трайбализмом, привела к обострению в соперничестве между кланами, на государственные должности назначались представители клана марехаан (дарод). Межклановые стычки в 1998 г. привели к тому, что лидеры племен харти и маджертен клана дарод провозгласили автономный район Пунтленд.
Провинция Огаден (Эфиопия) населена по большей части кланом огаден (семья кланов дарод), Пунтленд — клан маджертин племени дарод.

## Легенда происхождения
Джон Фергюссон рассказал вариант легенды о происхождении клана, согласно которой человек украл тапочки у пророка Мухаммеда, и последний в наказание произнес «ты изгнан», что по-арабски звучит примерно как «дарод». При этом существует другая легенда (клановая), которая гласит, что благородный араб Даруд Джабарти потерпел кораблекрушение у Сомали, и его имя дало название клану.
Также считается, что дарод основан в X—XI вв. Абдуррахманом ибн Исмаилом аль-Джабарти, потомком двоюродного брата пророка Мухаммеда Акыля ибн Абу Талиба, который после переезда с Аравийского полуострова на Сомали женился на дочери вождя клана дир Добире.

## Подклановая структура клана Дарод
Сомалийцы объединяются в пять семей кланов или племён — дарод, дир, исаак, хавийя и раханвейн. Согласно отдельным классификациям иногда выделяют в отдельную семью клан дигил. Эти основные кланы, в свою очередь, подразделяются на более мелкие подкланы. В частности, журналист Иван Коновалов в книге «Сомали: бесконечность войны» разделяет дарод на следующие подкланы:
- Марехан[англ.]
  - Рер Дини
  - Рер Хасан
  - Эли Дере
- Каблалах
  - Абсаме
    - Огаден
      - Макабул
      - Моххамед Зубейр
      - Аулихан[англ.]

    - Джидвак[англ.]

  - Харти[англ.]
    - Долбаханте[англ.]
    - Варсангели
    - Маджертин[англ.]
      - Омар Махмуд
      - Исса Махмуд
      - Осман Махмуд